# ブッキアーニコ
ブッキアーニコ（イタリア語: Bucchianico）は、イタリア共和国アブルッツォ州キエーティ県にある、人口約5,100人の基礎自治体（コムーネ）。

## 地理

### 位置・広がり

#### 隣接コムーネ
隣接するコムーネは以下の通り。
- カザカンディテッラ
- カザリンコントラーダ
- キエーティ
- ファーラ・フィリオールム・ペトリ
- リーパ・テアティーナ
- ロッカモンテピアーノ
- ヴァクリ
- ヴィッラマーニャ

## 行政

### 分離集落
ブッキアーニコには、以下の分離集落（フラツィオーネ）がある。
- Annunziata, Cervinelli, Colle Sant'Antonio, Feudo, Pozzo Nuovo, Pubblicone, Santa Maria Casoria, Fonte Pietra, Colle Cucco, Colle Marcone